# Manuel da Costa
Pour les articles homonymes, voir Da Costa.
Manuel da Costa, né le 6 mai 1986 à Saint-Max (Meurthe-et-Moselle), est un footballeur international luso-marocain évoluant au poste de défenseur central. 
Après s'être aventuré dans beaucoup de championnats, notamment : en France, aux Pays-Bas, en Italie, en Angleterre, en Russie, au Portugal, en Grèce, en Turquie, en Belgique et au Luxembourg. Après avoir joué en équipe du Portugal jeunes et espoirs, il opte en 2014 pour les Lions de l'Atlas.

## Biographie

### Naissance et enfance
Manuel Marouan da Costa Trindade Senoussi est né le 6 mai 1986 à Saint-Max en France d'un père portugais originaire de São João da Madeira et d'une mère marocaine originaire de Casablanca. Ceci explique que ses langues maternelles soient le français et le portugais et qu'il porte un nom de famille lusophone. Très inspiré d'une carrière Luis Figo ou encore Rui Costa, il rêve de jouer dans ses clubs préférés, à noter le FC Porto et l'AS Nancy-Lorraine. Dans une interview en 2006, il cite: "Chaque été, nous allions en vacances dans la région de Porto. Mon père m'emmenait à chaque fois visiter le stade Do Dragao. Je rêve d'y jouer un jour".

### Débuts avec l'AS Nancy-Lorraine
Licencié à l'ASNL dès la catégorie poussins, il franchit toutes les étapes et intègre le centre de préformation de Madine, qu'il quitte prématurément : "Je ne me plaisais pas et suis parti au milieu de la deuxième année. Je vivais très mal le fait d'être éloigné de ma famille ". À l'ASNL, Manuel peine à s'imposer et alterne entre le banc de touche des 16 ans nationaux et l'équipe des 15 ans honneur. Le club au chardon rouge ne le conserve pas. Après une saison en 18 ans nationaux à Jarville, où il retrouve le plaisir de jouer, il est à nouveau contacté par Patrick Hesse et Pascal Viardot. "Ils avaient surement des raisons de ne pas me garder mais je n'ai jamais laissé tomber, annonce-t-il. En retournant à l'ASNL, j'avais vraiment l'impression que l'on me donnait une seconde chance. Je devais absolument la saisir".
Il commence sa carrière professionnelle en Ligue 1 avec son club formateur de l'AS Nancy-Lorraine. Il jouera son premier match au mois de janvier dans la saison de 2005-06. Le joueur inscrira un but individuel mémorable en demi-finale de Coupe de la Ligue face au Mans dans cette même saison. Le joueur remportera la coupe de la ligue en 2006 et se verra même qualifié en Coupe UEFA.

### Départ pour l'Eredivisie
Connu pour être le championnat qui forme le plus de joueurs marocains à l'étranger, le club néerlandais du PSV Eindhoven fera signer à Manuel da Costa un contrat de 5 saisons pour le montant d'un million d'euros après avoir rejeté l'offre de plusieurs clubs dont le Newcastle United ou encore les Girondins de Bordeaux. Manuel da Costa jouera sous numéro 14 pour la première fois de sa carrière l'Ligue des champions avec le PSV Eindhoven lors de la saison 2007-08. Dès son recrutement, le joueur déclarera : « C'est pour moi un honneur d'évoluer et de me développer avec le club du PSV Eindhoven ».
Très absent et peu titularisé avec le club néerlandais, le joueur jouera son premier match de Ligue des champions face à Liverpool dans un match qui s'est soldé sur le score de zéro partout. En fin de saison 2007-08, le joueur réclamera de vouloir quitter le club pour le peu de temps de jeu que l'entraîneur Ronald Koeman lui accordait. Dans les deux saisons passées au PSV Eindhoven il remporta deux fois le championnat néerlandais.

### L'aventure ratée enSerie A

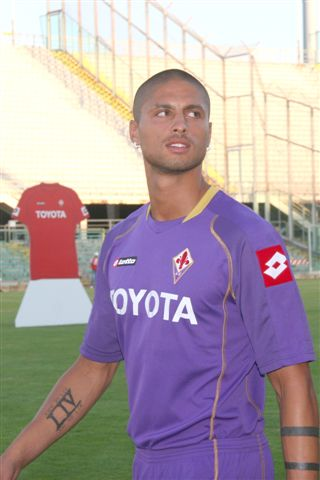
Da Costa sous le maillot de l'ACF Fiorentina.

Le 29 janvier 2008, le PSV Eindhoven confirmera dans les médias le transfert de Da Costa vers la Fiorentina en Serie A. Après avoir réclamé du temps de jeu dans la saison passée, le joueur se trouvera dans un même problème avec le club italien. Il fera seulement son entrée dans deux matchs en championnat italien;
La Sampdoria en recherche d'un défenseur central fera appel à da Costa pour un prêt jusqu'en fin de saison à cause de l'absence du défenseur central principal du club. Le joueur sera prêté jusqu'en fin de saison avec la Sampdoria en 2009 où il aura joué seulement quatre matchs. Il aura joué son premier match du championnat face à la Juventus le 15 février 2009 sur un match qui se soldera en un match nul. Il a également fait ses débuts en Coupe de l'UEFA en seizième de finale le 26 février 2009 face à Metalist Kharkiv. Le match se soldera sur une défaite de 2-0 en faveur de l'équipe ukrainienne. Comme dans son club précédent, le joueur demandera à l'entraîneur de vouloir partir pour le manque de temps de jeu qui lui accordait. Le joueur était à ce moment suivi par plusieurs clubs de l'Eredivisie ainsi que la Premier League.

### Transfert vers le West Ham United

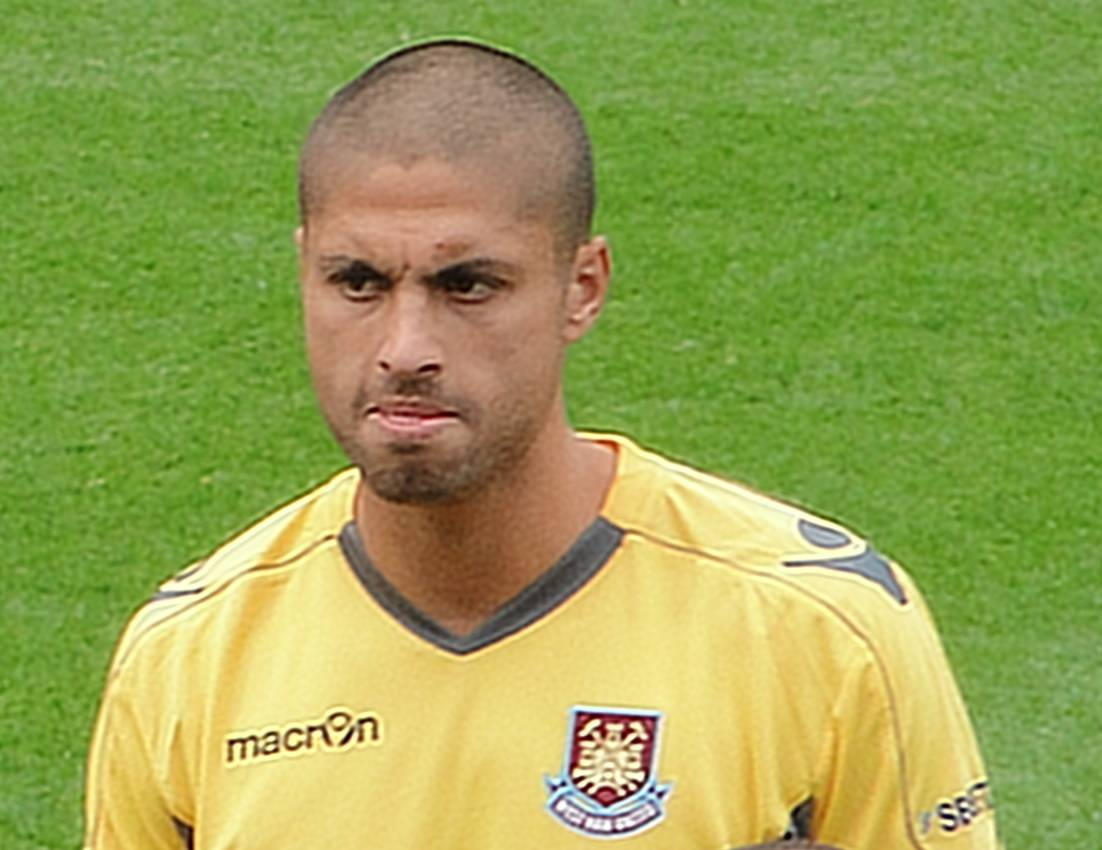
Da Costa sous le maillot du West Ham United.

Après s'être aventuré dans 3 championnat européens différent, il rejoint son quatrième championnat en Premier League en août 2009 pour une durée de trois saisons. Le club anglais s'était à ce moment échangé avec le club italien, le joueur Savio Nsereko avec Manuel da Costa. L'entraîneur lui accordera finalement un minimum de temps de jeu.
Da Costa commence sa carrière avec le West Ham United sur une défaite de 3-1 en Coupe d'Angleterre face à Bolton Wanderers en septembre 2009. Il jouera son premier match de championnat le 28 septembre 2009 à l'extérieur face à Manchester City (défaite, 3-1). Il marquera son premier but le 21 novembre 2009 face à Hull City dans un match de championnat (match nul, 3-3). Le joueur terminera deux saisons en jouant 35 matchs et en marquant quatre buts dont un face à Everton et Stoke City. Après avoir terminé sa saison en Angleterre, le joueur sera victime d'une grande polémique dans le pays après avoir attaqué une jeune femme dans un bar à Ilford. Le joueur sera mis en état d'arrestation par la police et ne verra plus jamais les terrains anglais. Plusieurs clubs russes et turcs auront fait la proposition pour Manuel da Costa dans cette même fin de saison.

### Lokomotiv Moscou et le prêt au Portugal, à la découverte de nouveaux championnats

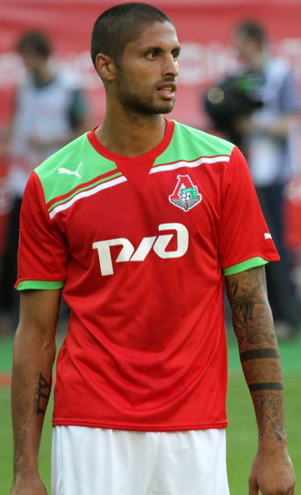
Da Costa en 2012.

Le 22 juin 2011, il signe pour un contrat de quatre ans avec le Lokomotiv Moscou pour un montant de 1,5 million d'euros. Après le grand intérêt du président du club Olga Smorodskaya, Da Costa fut acheté pour remplacer l'arrière gauche Marko Baša qui a été transféré en Ligue 1 au LOSC Lille. Le 14 août 2011, il fait ses débuts en championnat russe face au Volga Nijni Novgorod (match nul, 0-0). Le 28 août 2011, il délivre une passe décisive à Felipe Caicedo pour le seul but du match face au FC Kuban Krasnodar (victoire, 1-0). Le 10 septembre 2011, Manuel da Costa marque son premier but en Russie face au grand club du FC Zenit Saint Petersburg (défaite, 4-2). En fin de saison 2011-12, il aura apparu dans quinze matchs. Il aura également participé à 7 des 8 matchs en Ligue Europa.
Fin août 2012, il est prêté au CD Nacional,. En une mi-saison, il joue l'entièreté des matchs de championnat (20 matchs, 2 buts). Il jouera son premier match le 23 septembre 2012 face au Paços de Ferreira, un match dans lequel il marquera également son premier but (match nul, 3-3).

### Direction la Turquie

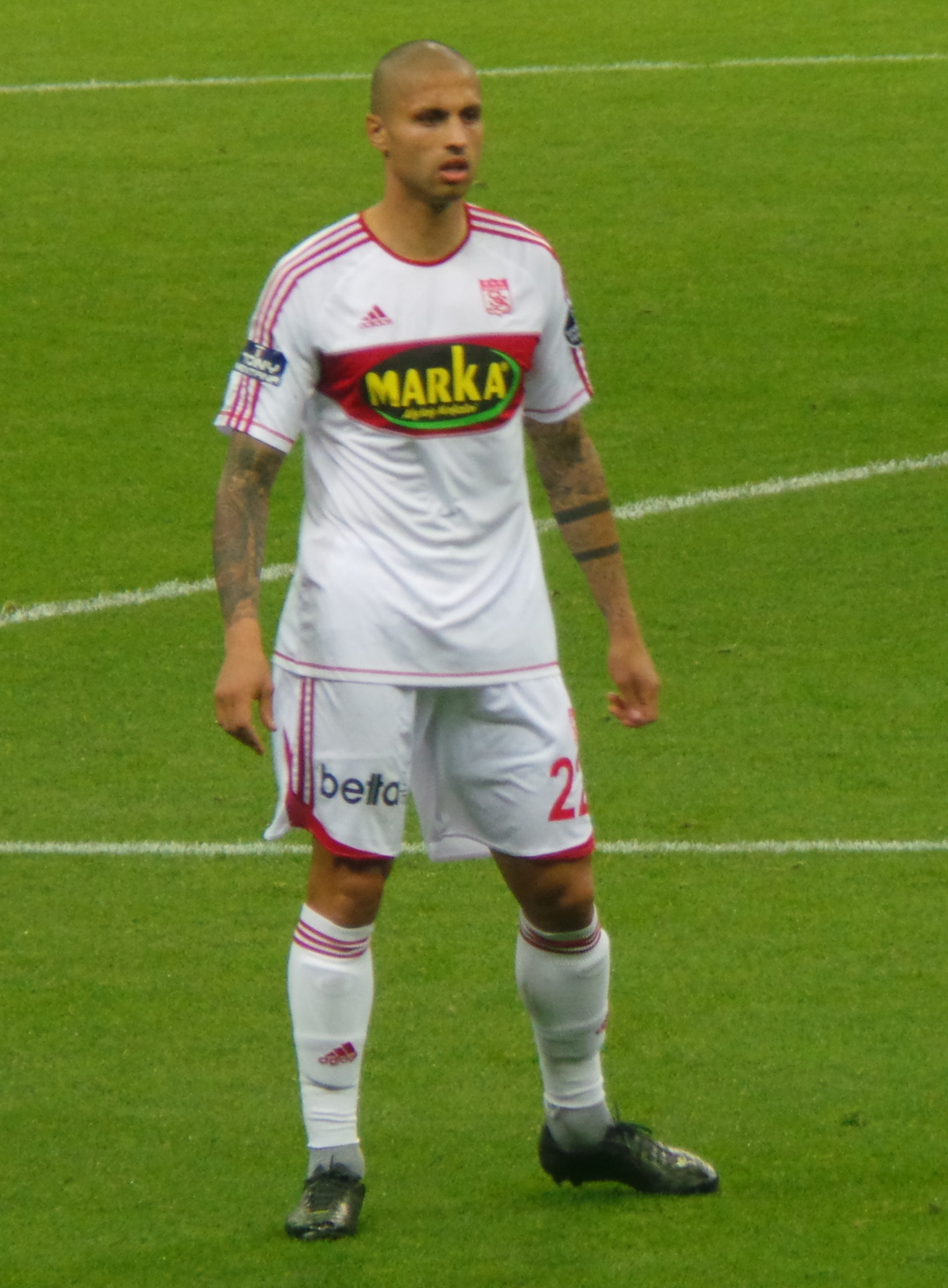
Da Costa sous le maillot du Sivasspor.

Le 16 juillet 2013, il rejoint Sivasspor pour trois ans. Dans son nouveau club turc, il fera la connaissance de son futur coéquipier marocain en sélection Aatif Chahechouhe. Da Costa jouera deux saisons, les meilleures de sa carrière en Süper Lig en marquant 9 buts en 52 matchs. Parmi ses 9 buts, il aura inscrit un but légendaire face à l'Eskişehirspor Kulübü dans un match de championnat sur une frappe lointaine. Âgé alors de 29 ans, il attirera quand même plusieurs grands clubs dont l'Olympiakós en Grèce.

### Olympiakós
En 2015, le maroco-portugais se verra transféré en championnat grec à l'Olympiakós pour une durée de deux saisons et un montant de 1,9 million d'euros. Le joueur connaîtra pendant deux saisons la période la plus actif de sa carrière en jouant quasiment tous les matchs de championnat. Il finira ces deux saisons avec un nombre de 79 matchs et 5 buts.

### Retour en Turquie
Le 20 juillet 2017, le joueur finira par retourner en Süper Lig en signant un contrat de deux ans (jusqu'au 30 juin 2019) dans le club de l'İstanbul Başakşehir FK. Dans ce même championnat turc, il fera souvent son entrée face à des adversaires coéquipiers en sélections tels que Younès Belhanda, Nabil Dirar, Khalid Boutaïb ou encore Aatif Chahechouhe. Il terminera la saison 2017-18 avec un nombre de 17 matchs joués et un but marqué.

### Arabie saoudite
En janvier 2019, le footballeur annonce qu'il quitte l'Istanbul Basaksehir pour aller évoluer au club Al-Ittihad Football Club (ou Ittihad Djeddah ou Al-Ittihad (نادي الاتحاد) ), un club saoudien évoluant en ligue saoudienne et dirigé par Slaven Bilic, l’ancien patron de West Ham United,.

### Sélection nationale

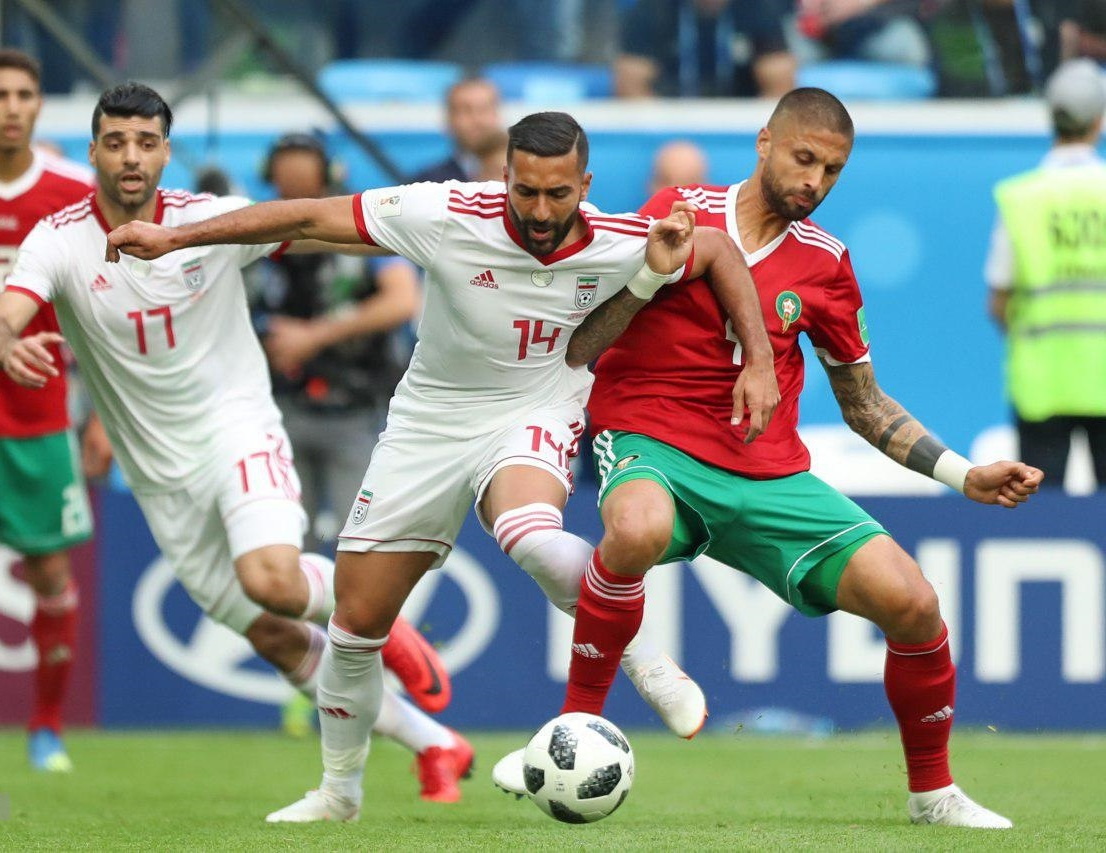
Da Costa en duel face à Saman Ghoddos en 2018.

Possédant les nationalités française, portugaise et marocaine, Manuel da Costa passera par la sélection junior du Portugal avant de trancher en faveur du Maroc. Bien qu'il n'ait encore jamais joué en sélection portugaise, il a déjà été appelé à plusieurs reprises dans le groupe portugais par Luiz Felipe Scolari lors des éliminatoires du championnat d'Europe de football 2008. En novembre 2010, la presse marocaine annonce que Eric Gerets veut convaincre Da Costa à jouer pour la sélection marocaine. Le 16 mai 2014, il est officiellement convoqué par le nouveau sélectionneur du Maroc, Badou Zaki, pour prendre part aux matchs amicaux face au Mozambique, l'Angola et la Russie. Il honore sa première cape internationale le 23 mai 2014 avec l'équipe du Maroc pour une victoire 4-0 contre le Mozambique. Puis s'impose comme élément phare de la sélection marocaine contre l'Angola.
Depuis l'arrivée de Hervé Renard, Manuel da Costa est désigné vice-capitaine des Lions de l'atlas. Le joueur joue dans le poste de défenseur central, souvent en doublure de Romain Saïss. Il marque son premier but sous les couleurs marocaines le 27 mars 2018 dans un match de préparation à la Coupe du monde 2018 face à l'Ouzbékistan. 
Le 17 mai 2018, il figure parmi la liste des 23 sélectionnés de l'équipe du Maroc pour prendre part à la Coupe du monde 2018 en Russie. Il fera officiellement son entrée en Coupe du monde le 15 juin 2018 face à l'Iran en remplaçant Amine Harit à la 82e minute. À l'occasion de son deuxième match de Coupe du monde, Hervé Renard titularisera Manuel da Costa face à son pays paternel, le Portugal. Le Maroc sera éliminé du Mondial après ce match (défaite, 0-1).

## Vie privée
Marié, il est le père d'un petit garçon et d'une petite fille. La famille da Costa réside actuellement à Nancy.
Le 21 octobre 2010, The Sun révèle que le joueur a été arrêté par la police britannique pour avoir frappé une jeune femme en boîte de nuit qui refusait ses avances. Le 16 septembre 2011, le joueur a été reconnu non coupable d'agression sexuelle par le jury de la Cour de justice de Snaresbrook et condamné à 200 livres d'amende pour avoir giflé la jeune femme.

## Statistiques
| Saison                | Club                   | Championnat           | Championnat | Championnat | Coupe(s) nationale(s) | Coupe(s) nationale(s) | Compétition(s) continentale(s) | Compétition(s) continentale(s) | Compétition(s) continentale(s) | Total | Total |
| Saison                | Club                   | Division              | M.          | B.          | M.                    | B.                    | Comp.                          | M.                             | B.                             | M.    | B.    |
| 2004-2005             | AS Nancy-Lorraine B    | 4                     | 13          | 1           | -                     | -                     | -                              | -                              | -                              | 13    | 1     |
| 2005-2006             | AS Nancy-Lorraine B    | 4                     | 15          | 1           | -                     | -                     | -                              | -                              | -                              | 15    | 1     |
| 2005-2006             | AS Nancy-Lorraine      | 1                     | 10          | 0           | 3                     | 1                     | -                              | -                              | -                              | 13    | 1     |
| 2006-2007             | PSV Eindhoven          | 1                     | 15          | 1           | 3                     | 0                     | C1                             | 4                              | 0                              | 22    | 1     |
| 2007-2008             | PSV Eindhoven          | 1                     | 1           | 0           | 1                     | 0                     | C1+C3                          | 1+0                            | 0+0                            | 3     | 0     |
| 2007-2008             | ACF Fiorentina         | 1                     | 0           | 0           | 0                     | 0                     | C3                             | 0                              | 0                              | 0     | 0     |
| 2008-2009             | ACF Fiorentina         | 1                     | 1           | 0           | 1                     | 0                     | C1+C3                          | 0+0                            | 0+0                            | 2     | 0     |
| 2008-2009             | UC Sampdoria           | 1                     | 2           | 0           | 1                     | 0                     | C3                             | 1                              | 0                              | 4     | 0     |
| 2009-2010             | West Ham United FC     | 1                     | 15          | 2           | 1                     | 0                     | -                              | -                              | -                              | 16    | 2     |
| 2010-2011             | West Ham United FC     | 1                     | 16          | 1           | 3                     | 1                     | -                              | -                              | -                              | 19    | 2     |
| 2011-2012             | Lokomotiv Moscou       | 1                     | 15          | 2           | 1                     | 0                     | C3                             | 7                              | 0                              | 23    | 2     |
| 2012-2013             | CD Nacional            | 1                     | 16          | 2           | 4                     | 0                     | -                              | -                              | -                              | 20    | 2     |
| 2013-2014             | Sivasspor              | 1                     | 25          | 6           | 5                     | 0                     | -                              | -                              | -                              | 30    | 6     |
| 2014-2015             | Sivasspor              | 1                     | 24          | 2           | 5                     | 1                     | -                              | -                              | -                              | 29    | 3     |
| 2015-2016             | Olympiakós             | 1                     | 22          | 2           | 4                     | 1                     | C1+C3                          | 5+2                            | 0+0                            | 33    | 3     |
| 2016-2017             | Olympiakós             | 1                     | 17          | 2           | 3                     | 0                     | C1+C3                          | 2+10                           | 0+0                            | 32    | 2     |
| 2017-2018             | Istanbul Başakşehir FK | 1                     | 11          | 0           | 3                     | 0                     | C1+C3                          | 0+2                            | 0+0                            | 16    | 0     |
| 2018-2019             | Istanbul Başakşehir FK | 1                     | 10          | 3           | 0                     | 0                     | C3                             | 2                              | 0                              | 12    | 3     |
| Total sur la carrière | Total sur la carrière  | Total sur la carrière | 228         | 25          | 38                    | 4                     | -                              | 36                             | 0                              | 302   | 29    |

### Matchs internationaux
| Matches internationaux de Manuel da Costa | Matches internationaux de Manuel da Costa | Matches internationaux de Manuel da Costa                    | Matches internationaux de Manuel da Costa | Matches internationaux de Manuel da Costa | Matches internationaux de Manuel da Costa | Matches internationaux de Manuel da Costa | Matches internationaux de Manuel da Costa |
| 0                                         | Date                                      | Lieu                                                         | Adversaire                                | Score                                     | Résultats                                 | Compétitions                              |                                           |
| ----------------------------------------- | ----------------------------------------- | ------------------------------------------------------------ | ----------------------------------------- | ----------------------------------------- | ----------------------------------------- | ----------------------------------------- | ----------------------------------------- |
| 1                                         | 23 mai 2014                               | Estádio de São Luís (en), Faro, Portugal                     | Mozambique                                | —                                         | 4-0                                       | Match amical                              |                                           |
| 2                                         | 28 mai 2014                               | Stade de l'Algarve, Faro, Portugal                           | Angola                                    | —                                         | 0-2                                       | Match amical                              |                                           |
| 3                                         | 6 juin 2014                               | Stade Lokomotiv, Moscou, Russie                              | Russie                                    | —                                         | 2-0                                       | Match amical                              |                                           |
| 4                                         | 3 septembre 2014                          | Stade Mohammed-V, Casablanca, Maroc                          | Qatar                                     | —                                         | 0-0                                       | Match amical                              |                                           |
| 5                                         | 9 octobre 2014                            | Grand Stade de Marrakech, Marrakech, Maroc                   | Centrafrique                              | —                                         | 4-0                                       | Match amical                              |                                           |
| 6                                         | 13 octobre 2014                           | Grand Stade de Marrakech, Marrakech, Maroc                   | Kenya                                     | —                                         | 3-0                                       | Match amical                              |                                           |
| 7                                         | 13 novembre 2014                          | Stade Adrar, Agadir, Maroc                                   | Bénin                                     | —                                         | 6-1                                       | Match amical                              |                                           |
| 8                                         | 16 novembre 2014                          | Stade Adrar, Agadir, Maroc                                   | Zimbabwe                                  | —                                         | 2-1                                       | Match amical                              |                                           |
| 9                                         | 5 septembre 2015                          | Estádio Nacional 12 de Julho, São Tomé, Sao Tomé-et-Principe | Sao Tomé-et-Principe                      | —                                         | 0-3                                       | Qualifs CAN 2017                          |                                           |
| 10                                        | 26 mars 2016                              | Estádio Nacional de Cabo Verde, Praia, Cap-Vert              | Cap-Vert                                  | —                                         | 0-1                                       | Qualifs CAN 2017                          |                                           |
| 11                                        | 29 mars 2016                              | Grand Stade de Marrakech, Marrakech, Maroc                   | Cap-Vert                                  | —                                         | 2-0                                       | Qualifs CAN 2017                          |                                           |
| 12                                        | 27 mai 2016                               | Stade Ibn Batouta, Tanger, Maroc                             | Congo                                     | —                                         | 2-0                                       | Match amical                              |                                           |
| 13                                        | 31 août 2016                              | Stade Loro-Boriçi, Shkodër, Albanie                          | Albanie                                   | —                                         | 0-0                                       | Match amical                              |                                           |
| 14                                        | 4 septembre 2016                          | Complexe sportif Moulay-Abdallah, Rabat, Maroc               | Sao Tomé-et-Principe                      | —                                         | 2-0                                       | Qualifs CAN 2017                          |                                           |
| 15                                        | 8 octobre 2016                            | Stade de Franceville, Franceville, Gabon                     | Gabon                                     | —                                         | 0-0                                       | Qualifs Coupe du monde 2018               |                                           |
| 16                                        | 11 octobre 2016                           | Grand Stade de Marrakech, Marrakech, Maroc                   | Canada                                    | —                                         | 4-0                                       | Match amical                              |                                           |
| 17                                        | 12 novembre 2016                          | Grand Stade de Marrakech, Marrakech, Maroc                   | Côte d'Ivoire                             | —                                         | 0-0                                       | Qualifs Coupe du monde 2018               |                                           |
| 18                                        | 9 janvier 2017                            | Stade Tahnoun bin Mohammed, Al-Aïn, Émirats arabes unis      | Finlande                                  | —                                         | 0-1                                       | Match amical                              |                                           |
| 19                                        | 16 janvier 2017                           | Stade d'Oyem, Oyem, Gabon                                    | RD Congo                                  | —                                         | 1-0                                       | CAN 2017                                  |                                           |
| 20                                        | 20 janvier 2017                           | Stade d'Oyem, Oyem, Gabon                                    | Togo                                      | —                                         | 3-1                                       | CAN 2017                                  |                                           |
| 21                                        | 24 janvier 2017                           | Stade d'Oyem, Oyem, Gabon                                    | Côte d'Ivoire                             | —                                         | 1-0                                       | CAN 2017                                  |                                           |
| 22                                        | 29 janvier 2017                           | Stade de Port-Gentil, Port-Gentil, Gabon                     | Égypte                                    | —                                         | 1-0                                       | CAN 2017                                  |                                           |
| 23                                        | 31 mai 2017                               | Stade Adrar, Agadir, Maroc                                   | Pays-Bas                                  | —                                         | 1-2                                       | Match amical                              |                                           |
| 24                                        | 23 mars 2018                              | Stade olympique de Turin, Italie                             | Serbie                                    | —                                         | 1-2                                       | Match amical                              |                                           |
| 25                                        | 27 mars 2018                              | Stade Mohamed V, Casablanca                                  | Ouzbékistan                               | 2-0                                       | 2-0                                       | Match amical                              |                                           |
| 26                                        | 31 mai 2018                               | Stade de Genève, Suisse                                      | Ukraine                                   | —                                         | 0-0                                       | Match amical                              |                                           |
| 27                                        | 4 juin 2018                               | Stade de Genève, Suisse                                      | Slovaquie                                 | —                                         | 2-1                                       | Match amical                              |                                           |
| 28                                        | 9 juin 2018                               | A. Le Coq Arena, Tallinn                                     | Estonie                                   | —                                         | 1-3                                       | Match amical                              |                                           |
| 29                                        | 15 juin 2018                              | Stade Krestovski, Saint-Pétersbourg                          | Iran                                      | —                                         | 0-1                                       | Coupe du monde 2018                       |                                           |
| 30                                        | 20 juin 2018                              | Stade Loujniki, Moscou                                       | Portugal                                  | —                                         | 0-1                                       | Coupe du monde 2018                       |                                           |
| 31                                        | 25 juin 2018                              | Baltika Arena, Kaliningrad                                   | Espagne                                   | —                                         | 2-2                                       | Coupe du monde 2018                       |                                           |

## Palmarès
AS Nancy-Lorraine
- Vainqueur de la Coupe de la Ligue en 2006

 PSV Eindhoven
- Champion des Pays-Bas (2) en 2007 et 2008

 Olympiakós
- Championnat de Grèce (2) en 2016 et 2017

 Trabzonspor
- Vainqueur de la Coupe de Turquie en 2020